# Andrena galbula
Andrena galbula är en biart som beskrevs av Warncke 1975. Andrena galbula ingår i släktet sandbin, och familjen grävbin. Inga underarter finns listade i Catalogue of Life.